# Akbar
Pour l’article ayant un titre homophone, voir Amiral Ackbar.
Pour les articles homonymes, voir Akbar (thé).
Jalâluddin Muhammad Akbar (en arabe : جلال الدين محمّد أكبر, Jalālu d-Dīn Muḥammad ʾAkbar), né le 15 octobre 1542 à Amarkot et mort le 27 octobre 1605 à Āgrā, est un empereur moghol. Son règne, qui correspond à l'apogée de l'Empire moghol, est marqué par d'importantes réformes administratives et une tolérance religieuse qui renforcèrent l'unité de son empire. Ses contributions à l'art et à l'architecture firent rayonner la culture moghole dans toute l'Asie du Sud.

## Jeunesse

### Origine et formation

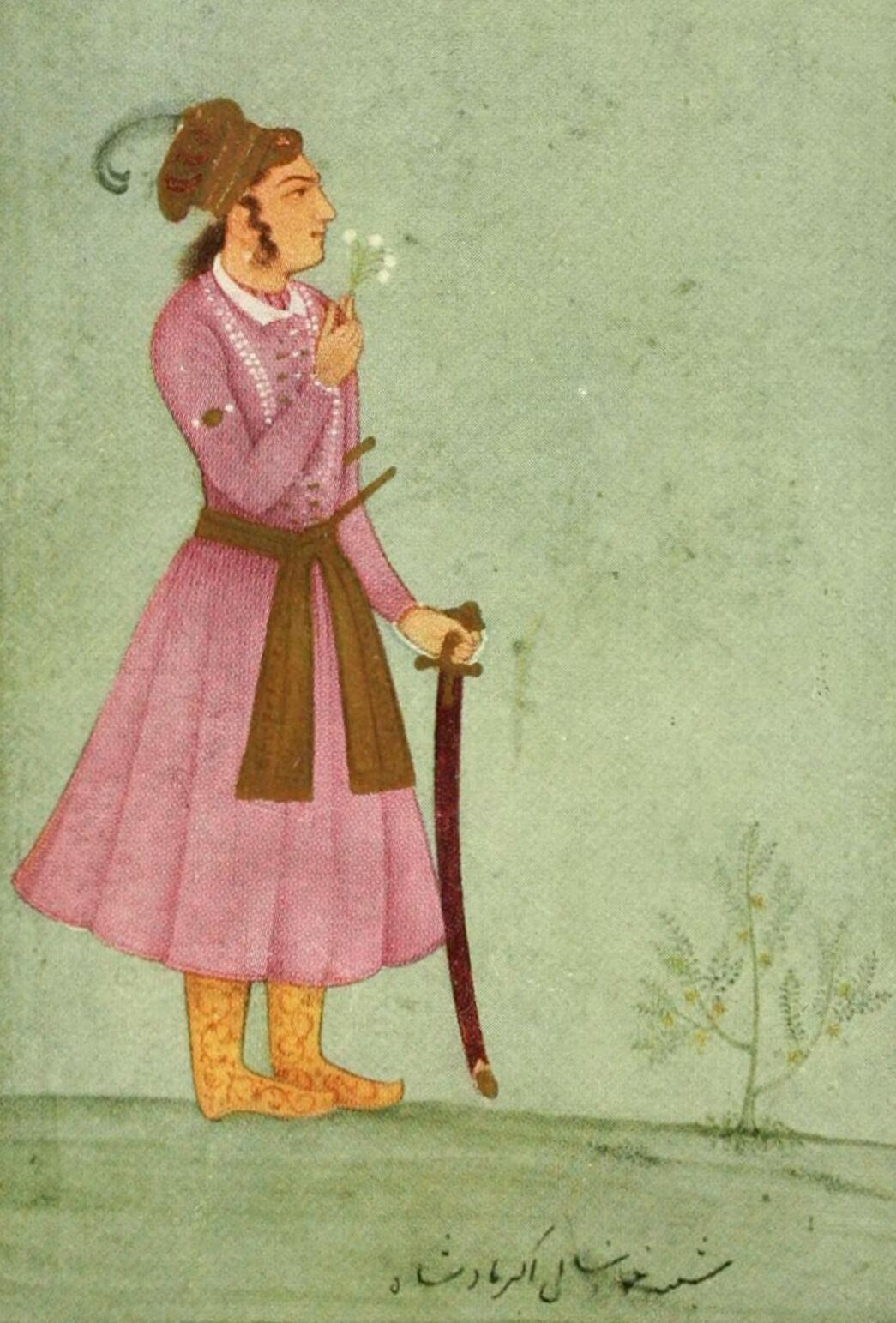
Akbar enfant. Miniature de 1557.

Akbar est né au sein d'une dynastie cultivée, et quatre tuteurs ont tenté, sans succès, de lui apprendre à lire. Une raison possible est qu'il ait été dyslexique, ce qui pourrait expliquer par ailleurs sa capacité mémorielle très élevée.

## Le guerrier
En 1556, il succède à son père Humâyûn à la tête du petit royaume musulman que ce dernier a regagné à la fin de sa vie après son exil en Perse. Il est âgé alors de 14 ans et son tuteur Bairam Khân va assurer sa régence. Grâce à son aide et celle de ses troupes, Akbar remporte, la même année, la bataille de Pânipat sur les troupes au service des Afghans du Bihar.
Il décide en 1560 de se libérer de la tutelle de Bairam Khân et met fin à sa régence. Dorénavant, Akbar règne en maître incontesté sur le Nord de l'Inde.
Akbar agrandit son empire en faisant la conquête du Gujarat en 1573, du Bengale en 1576, du Sind en 1590, de l'Orissa en 1592 et du Balouchîstân en 1594. Au décès de son frère Hakîm, roi de Kaboul, en 1585, il hérite du Cachemire. Il se lance ensuite à la conquête du Sud de l'Inde.

## Le réformateur et mécène

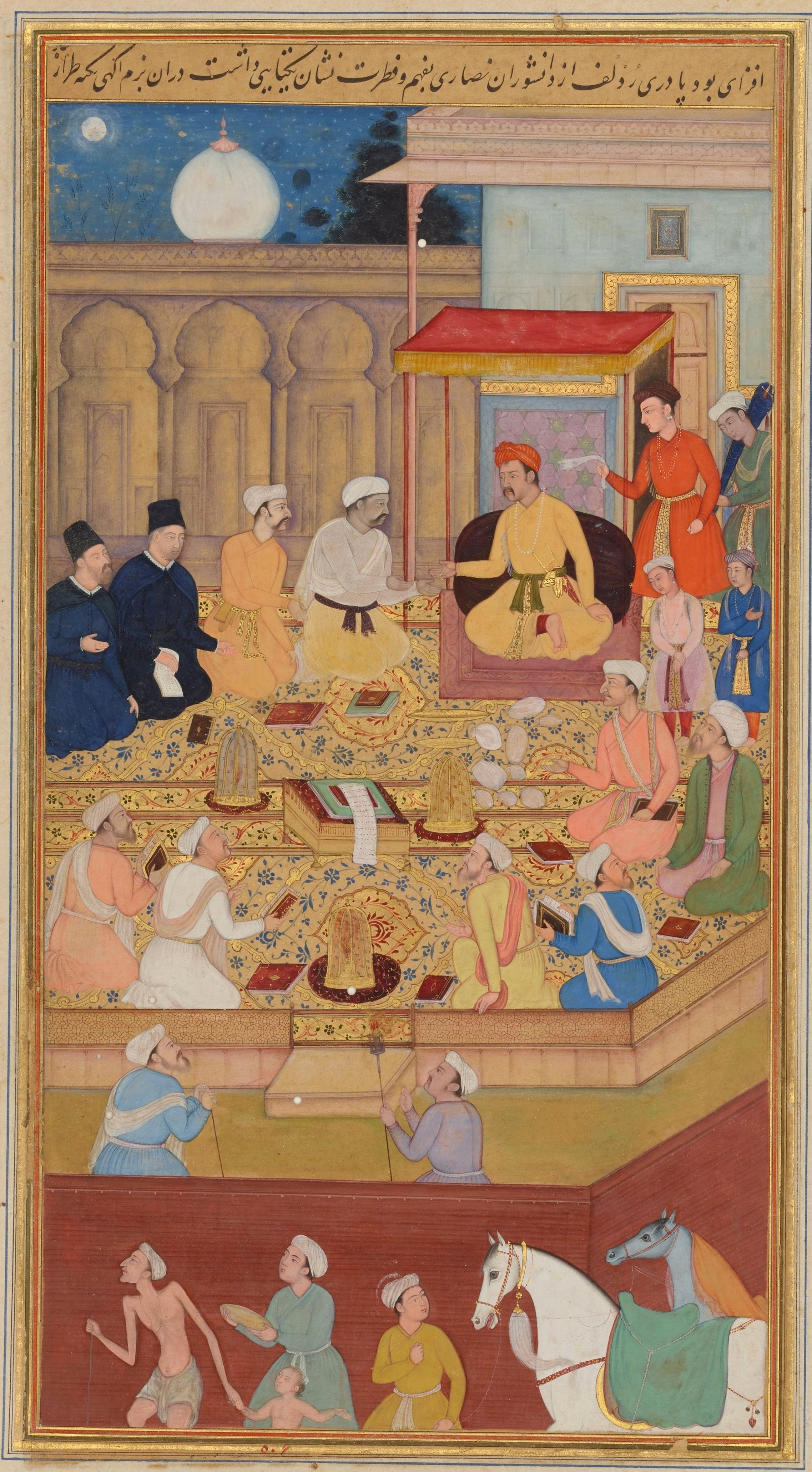
Akbar tenant conseil en présence des jésuites Rodolfo Acquaviva et Francisco Henriques, vêtus de noir.

Akbar fait preuve d'un grand talent d'administrateur et continue le travail de réorganisation commencé par Sher Shâh Sûrî, qui avait chassé son père hors de l'Inde. Il divise son territoire en 15 provinces, avec à la tête de chacune un gouverneur militaire, le Nawâb Nazîm, et un administrateur civil, le Dîwân qui en contrôle les finances. Il établit un impôt sur les terres agricoles correspondant au tiers de la valeur de la récolte. Tolérant en matière de religion, il abolit, en 1563, la jiziya, l'impôt levé en terre d'islam sur les non-musulmans, les taxes sur les pèlerinages ; il épouse une princesse hindoue, Jodha Bai, la fille du râja d'Amber Bihârî Mal, mère de son fils et successeur Jahângîr, et accueille des hindous dans son administration et ses armées, ce qui lui vaudra des alliances avec les royaumes rajputs.
À partir de 1561, il réforme l’administration de l’Empire. Il charge l’eunuque Itimad Khan (Khwaja Malik I'timad Khan) d’accroître les rentrées du pouvoir central aux dépens des gouverneurs de province. Pour réaliser la centralisation, Akbar doit mettre au pas les factions ethniques, les oulémas et enfin les clans centre-asiatiques. Le système de l’iqtâ est supprimé. L’administration peut prélever directement les impôts et payer en espèces les dignitaires de l’Empire. Devant une grande révolte provoquée par ces réformes, Akbar devra revenir en arrière dans les années 1580.
D'une grande ouverture intellectuelle et religieuse, il invite des représentants des grandes religions à débattre devant lui de questions religieuses. Des jésuites de Goa sont également invités. De ces débats et recherches, il tire, en 1581, une religion de la lumière appelée Dîn-i-Ilâhî, idéologie religieuse syncrétiste empruntant à l'islam, au christianisme et surtout au jainisme. Il espérait promouvoir cette religion comme facteur unifiant de son empire. Il autorise à nouveau la construction de temples hindous mais interdit la satî, le suicide des veuves.

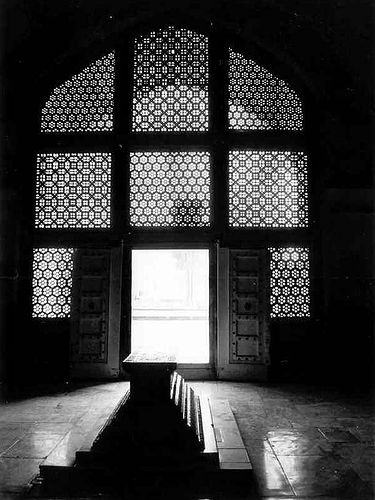
Mausolée d'Akbar à Sikandra près d'Āgrā.

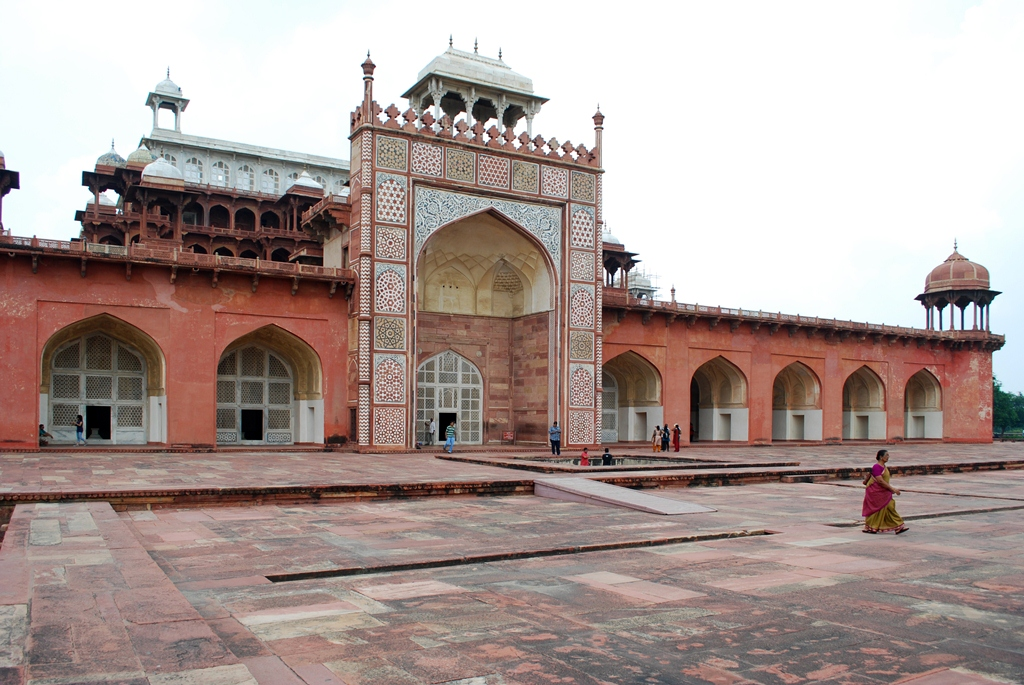
La façade du mausolée d'Akbar.

Pour célébrer sa victoire sur le Gujerat, il ordonne la construction (1569-1576) d'une nouvelle capitale à Fatehpur-Sikrî, près d'Āgrā, où il encourage un nouveau style architectural mélangeant influences musulmanes et hindoues. Akbar élabore un véritable rituel de cour. À Fatehpur-Sikrî, ses apparitions en public sont programmées et il traite les affaires courantes dans un hall ouvert à tous (cérémonie du darbar). Il fait de nombreuses réformes administratives et prend des mesures en faveur des paysans. Fatehpur-Sikrî est rapidement abandonnée car manquant gravement d'eau (1586). Il s'installe à Lahore, plus près de régions instables. Il attire des peintres en miniatures persans.

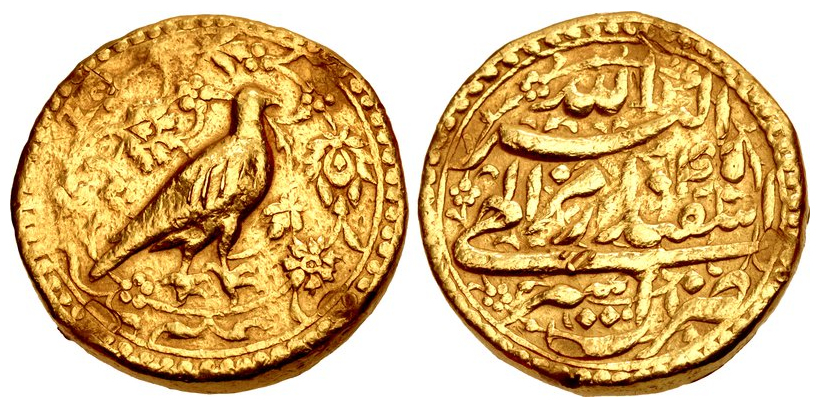
Mohur de l'Empire moghol, frappé sous le règne de l'empereur Akbar à Asir. Le faucon représenté à l'avers au nom de l'empereur commémore la prise du fort d'Asirgargh au sultanat de Khandesh le 17 janvier 1601.

Les dernières années du règne d'Akbar sont marquées par les rébellions fréquentes de son fils Salim, le futur empereur Jahângîr. Il meurt à Āgrā le 27 octobre 1605 de dysenterie. Un superbe mausolée en marbre blanc et grès rouge élevé par son fils à Sikandra au nord-ouest de la ville, recueille sa dépouille. Sa tombe sera profanée par les Jâts, des agriculteurs révoltés, et ses restes dispersés.

### Épouses, concubines et descendance
- Ruqaiya Sultan Begum (en) (1542 - Agra le 25 janvier 1626 ; inh. à Kaboul), sa cousine, fille de son oncle paternel Hindal Mirza et de Sultanam Begum, mariée à Ghazni en 1552, Padshah Begum ;
- Une fille de Jamal Khan de Mewat ; mariée en décembre 1556 ;
- Une fille de Mirza Abdullah Khan Moghol, mariée à Mankot en 1557 ;
- Salima Sultan Begum (en) (née vers 1544, morte à Dehli le 15 décembre 1612 ; inh. à Agra), fille de Nureddin Mohammed Mirza et d'une fille de Babur (mariée en premières noces à Jalandhar en déc. 1557 à Bairam Khan (1524 - Patan, 31 janvier 1561), fils de Saif Ali Beg Baharlu et de Nagina Begum), mariée en 1561 ;
- JODHA BAI (morte à Āgrā en mai 1623, inh. à Sikandara), surnommée Mariam-uz-Zamani (en), fille de Bihari Mal, rajah d’Amber ; mariée à Sambhar le 6 fév. 1562, mère de :
  - Sultan Salim (Jahângîr).
- Na Begum, veuve de Abdul Wasi, mariée en 1563 ;
- Une fille de Miran Mubarik Shah, gouverneur de Khandis ; mariée en septembre 1564 ;
- Une fille de Sultan Mohammed Nasir Uddin Husain Shah, sultan du Kashmir ; mariée en 1569 ;
- Nathi Bai Sahiba, fille du Rawal Har Rai, maharajah de Jalsaimer ; mariée en 1570, dont :
  - Mahi Begum (1576 - 28 mars 1577).
- Baiji Lal Raj Kanwari Sahiba, fille de Kunwar Kanhau de Bikaner et nièce de Kalyan Mal Rai, rajah de Bikaner ; mariée à Nagaur le 16 novembre 1570 ;
- Sindh Begum Sahiba, fille de Mirza Muhammad Baqi ; mariée en 1570 ;
- Une fille de Nahar Das Isar Das ; mariée vers 1572 ;
- Une fille de Jai Chand, rajah de Nagaur ; mariée en 1573 ;
- Kasima Banu Begum Sahiba, fille d'Arab Shah ; mariée à Fatehpur Sikri en 1575 ;
- Une fille d'Askaran Sahib Bahadur, Maharawal de Dungarpur ; mariée en 1577 ;
- Rukmawati Baiji Lall Sahiba (morte avant le 30 mai 1623), surnommée Jodh Bibi, fille de Rao Maldeoji, rao de Marwar ; mariée vers 1581 ;
- Une fille de Kesho Das Rathore, rajah de Mertia ; mariée en 1581 ;
- Une fille de Shams Chak, du Kashmir ; mariée à Srinagar en 1592 ;
- Une fille de Qazi 'Isa, de Qazwin ; mariée à Lahore en 1593 ;
- Une fille de Nasir Khan ; mariée avant 1597 ;
- Une fille de Lakshmi Narayan Bhup Bahadur, raja de Cooch Behar ; mariée en 1597 ;
- Gauhar Khanum, une sœur de Shaikh Jamal Bakht Bahaduriyar ;
- Na Begum, fille d'Hassan Khan, gouverneur de Merta.

Concubines :
- Bibi Pungrai ;
- Bibi Aram Bakhsh ; mère de :
  - Sultan Hussein Mirza (19 octobre 1564 - 5 novembre 1564) ;
  - Sultan Hassan Mirza, (19 octobre 1564 - 29 octobre 1564).
- Bibi Soleiman Begum, mère de :
  - Shahzada Khanum (21 novembre 1569 - après 1600), mariée à Lahore en août 1593 à Muzaffar Husain Mirza, fils de Ibrahim Hussain Mirza et de Gulrukh Begum, mort en 1604
- Salima Begum, morte le 23 mai 1599, mère de :
  - Sultan Murad Mirza, né Fatehpur Sikri (7 juin 1570 - Jalnapur, 1er mai 1599, inh. à Delhi) ; marié (A) à une fille de Bahadur, et petite-fille d'Ali Khan fakhuri, gouverneur de Khandesh ; marié (B) à Lahore en mai 1587 à Habiba banu Begum, fille d’Aziz Koka Mirza, Khan i Azam, dont :
    - Rustam Mirza (27 août 1588 - 9 décembre 1597) ;
    - Alam Mirza (novembre 1590) ;
    - Iffat Jahan Banu Begum ; mariée à Delhi le 19 octobre 1606 à Sultan Parviz Mirza, second fils de Jahangir.
- Bibi Khaira ;
- Bibi Maryam, morte à Lahore 1596 ;
- Bibi Daulat Shad, mère de :
  - Shakhrunissa Begum (née vers 1577, morte entre Akbarabad et Delhi - 1er janvier 1653, inh. à Delhi) ; mariée à Lahore le 4 août 1593 à Shahrukh Mirza Miranshah, fils de Sultan Ibrahim Mirza Miranshah et de Muhtarima Khanum, mort à Ujjain en 1607 ;
  - Aram Banu Begum (22 décembre 1584 - 1624, inh. à Delhi) ; mariée à Mirza 'Abdu'r Rahim Khan, né à Lahore le 17 décembre 1556, mort en 1627 à Dehli, fils de Bairam Khan Bahadur
- Bibi Naun ;
  - Lala Begum, morte jeune ;
- de mères inconnues :
  - Fatima Banu Begum, morte en 1562 ;
  - Sultan Daniyal Mirza (Ajmer, 11 septembre 1572 - Burhanpur, 8 avril 1604), vice-roi du Deccan en 21 avril 1601 ; marié (A) juin 1586 à une fille de Sultan Khwaja 'Abdu'l-Azim Naqshabandi ; marié (B) en 1594 à une fille de Qulij Khan Andajani, morte à Gwalior en 1599 ; marié (C) à Lahore le 2 oct. 1595 à une fille de Kanwar Rai Mal Sahib, et petite-fille de Rao Mal Deoji Sahib, rao de Marwar ; marié (D) en 1599 à Janan Begum Sahiba, morte après mars 1621, fille de Mirza 'Abdu'r Rahim Khan, khan i khanam ; marié (E) à une fille de Rajah Dalpat de Ujjain ; marié (F) en 1604 à Sultan Begum Sahiba, fille de Sultan Ibrahim II, rajah de Bijapur.